# Armand Mattelart
Armand Mattelart (Bélgica, 8 de enero de 1936) es un renombrado sociólogo belga. Codirigió la película La Espiral (1976), y es coautor, junto a Ariel Dorfman, del clásico Para leer al Pato Donald.

## Trayectoria
En 1960, finalizó su doctorado en derecho en la Universidad de Lovaina, Bélgica. En 1962 consiguió un diploma de especialización en demografía en la Sorbonne, en Francia, y partió a Chile. Allí comenzó su carrera universitaria en la Escuela de Sociología de la Universidad Católica de Chile, con sede en Santiago, donde residió hasta 1973. 
Trabajó como demógrafo sobre la crítica a las políticas de control de la natalidad formuladas en el marco del programa Alianza para el Progreso del presidente de Estados Unidos John F. Kennedy. 
En 1965, participó en varias reuniones como experto de una Comisión nombrada por la Santa Sede sobre el tema. A partir de 1967 comenzó a trabajar para las Naciones Unidas como experto en desarrollo social y se dedicó al estudio de los medios de comunicación de masas. Con tal propósito, constituyó un grupo de investigación con Michèle Mattelart y Mabel Piccini en el Centro de estudios de la realidad nacional (CEREN), recién creado en la Universidad Católica de Chile. Con el triunfo electoral de Salvador Allende, se dedicó al desarrollo de políticas de comunicación en ese país. 
Luego del golpe de Estado que derrocó al presidente constitucional Salvador Allende tuvo que ir a Francia. 
Ha codirigido La Spirale (La espiral), una película documental de largo metraje sobre el periodo de la Unidad popular que fue exhibida en el Festival de Cannes en 1976 en la sección "Perspectives" . 
Es Profesor catedrático en Ciencias de la Información y de la Comunicación en la Universidad de París VIII (Vincennes-Saint Denis). Ha mantenido estrechos contactos con varios centros sociales y universidades de Latinoamérica adonde viaja con frecuencia.

## Distinciones doctorhonoris causa
- Doctor honoris causa por la Universidad Autónoma de Nuevo León (2007).[1][2]
- Doctor honoris causa por la Universidad Nacional de Córdoba (2011).[3]
- Doctor honoris causa por la Universidad de Málaga (2014).[4]
- Doctor honoris causa por la Universidad de La Habana (2015).[5]
- Doctor honoris causa por la Universidad de Valladolid (2016).[6][7]

## Libros
La mayoría de sus libros ha sido traducida al castellano.
- Diagnóstico social sobre América Latina. Las estructuras sociales, freno al desarrollo económico, Santiago de Chile 1963, 2 vols.
- Manual de análisis demográfico. Un ejemplo de investigación en un país latino-americano: Chile, Centro de Investigaciones Sociológicas de la Universidad Católica de Chile, Santiago de Chile 1964.
- Proyecto Maule-Norte. Antecedentes demográficos. Enfoque metodológico del estudio demográfico en un proyecto de desarrollo regional, Facultad de Ciencias Económicas y Sociales, Universidad Católica de Chile, CONSFA (Consejo Superior de Fomento Agropecuario), Santiago de Chile 1964, 2 vols.
- El reto espiritual de la explosión demográfica, Editorial del Pacífico, Santiago de Chile 1965, 94 págs.
- (con Manuel Antonio Garretón), Integración nacional y marginalidad, ensayo de regionalización social en Chile, Editorial del Pacífico, Santiago de Chile 1965, 192 págs. 2ª ed., ICIRA (Instituto de Capacitación e Investigación en Reforma Agraria), Santiago de Chile 1969, 192 págs.
- Atlas social de las comunas de Chile, Editorial del Pacífico (Pontificia Universidad Católica de Chile, Centro de Investigaciones Sociológicas, Colección Estudios Regionales), Santiago de Chile 1965, 126 págs.
- (con Raúl Urzúa), Cuenca del Río Maule, estudio sociológico y demográfico, Consejo Superior de Fomento Agropecuario y Pontificia Universidad Católica de Chile, 1965, 300 págs.
- Antecedentes demográficos del área de regadío Punilla, Consejo Superior de Fomento Agropecuario y Universidad de Concepción, 1965, 67 págs.
- ¿Adónde va el control de la natalidad?, Editorial Universitaria, Santiago de Chile 1967, 223 págs. [traducción de Isabel Budge de Ducci]
- (con Michèle Mattelart), La mujer chilena en una nueva sociedad, un estudio exploratorio acerca de la situación e imagen de la mujer en Chile, Editorial del Pacífico, Santiago de Chile 1968, 227 págs. [traducción de Isabel Budge de Ducci]
- (con Rene Eyheralde y Alberto Peña), La vivienda y los servicios comunitarios rurales, 2ª ed., ICIRA (Instituto de Capacitación e Investigación en Reforma Agraria), Santiago de Chile 1968, 187 págs.
- (con Michèle Mattelart y Mabel Piccini), Los medios de comunicación de masas. La ideología de la prensa liberal, Cuadernos de la Realidad Nacional, Santiago de Chile 1970.
- (con Michèle Mattelart), Juventud chilena, rebeldía y conformismo, Editorial Universitaria, Santiago de Chile 1970, 335 págs.
- (con Carmen Castillo y Leonardo Castillo), La ideología de la dominación en una sociedad dependiente. La respuesta ideológica de la clase dominante chilena al reformismo, Signos, Buenos Aires 1970, 315 págs.
- (con Patricio Biedma y Santiago Funes), Comunicación masiva y revolución socialista, Prensa Latinoamericana, Santiago de Chile 1971, 334 págs.
- (con Ariel Dorfman), Para leer al Pato Donald. Comunicación de masa y colonialismo, Ediciones Universitarias de Valparaíso 1971, 160 págs. Siglo XXI, Buenos Aires 1974, 160 págs. Siglo XXI, México 1987, 160 págs., &c.
- Agresión desde el espacio. Cultura y napalm en la era de los satélites, Ediciones Tercer Mundo, Santiago de Chile 1972, 196 págs. Siglo XXI, México 1972, 200 págs (7ª ed. México 1980). Siglo XXI, Madrid 1978, 200 págs.
- La comunicación masiva en el proceso de liberación, Siglo XXI Argentina, Buenos Aires 1973, 263 págs. Siglo XXI, México 1973, 263 págs. (10ª ed. 1984). Siglo XXI, Madrid 1976, 263 págs.
- La cultura como empresa multinacional, Galerna, Buenos Aires 1974, 177 págs. Era, México 1974.
- Prefiguración de la ideología burguesa. El diagnóstico de Malthus, Schapire (Col. Mira), Buenos Aires 1975, 79 págs.
- (con Luis Vargas y otros), Chile bajo la Junta Económica y sociedad en la dictadura militar chilena, Zero, Madrid 1976, 449 págs.
- Multinacionales y sistemas de comunicación, Siglo XXI, México 1977.
- (con Michèle Mattelart), Frentes culturales y movilización de masas [entrevistas con...], Anagrama (Elementos críticos 3), Barcelona 1977, 254 págs.
- (con Michèle Mattelart), Comunicación e ideologías de la seguridad, Anagrama, Barcelona 1978.
- (con Michèle Mattelart), Los medios de comunicación en tiempos de crisis, Siglo XXI, México 1980. Paidós, México 1984, 259 págs. (traducción de Félix Blanco.)
- (con Jean Marie Piemme), La televisión alternativa, Anagrama (Cuadernos Anagrama 136), Barcelona 1981, 127 págs.
- (editor), Comunicación y transición al socialismo. El caso Mozambique, Era, México 1981.
- (con Michèle Mattelart), La problemática de la población latinoamericana, Premiá, México 1982, 202 págs.
- (con Héctor Schmucler), América latina en la encrucijada telemática, Paidós (Paidós comunicación 9), Buenos Aires 1983, 131 págs.
- (con Yves Stourdzé), Tecnología, cultura y comunicación, Mitre (Nuevos Signos), Barcelona 1984, 270 págs.
- (con Michèle Mattelart y Xavier Delcourt), ¿La cultura contra la democracia? Lo audiovisual en la época transnacional, Mitre (Nuevos Signos), Barcelona 1984, 207 págs.
- (con Michèle Mattelart), Pensar sobre los medios. Comunicación y crítica social, Fundesco (Col. Impactos), Madrid 1987, 226 págs. Lom, Santiago de Chile, 2000. UAM-Xochimilco, México, 1989.
- (con Michèle Mattelart), El carnaval de las imágenes, la ficción brasileña, Akal (Akal comunicación 1), Madrid 1988, 107 págs.
- La Internacional publicitaria, Fundesco, Madrid 1990, 232 págs.
- La publicidad, Paidós (Paidós comunicación 45), Barcelona 1991, 135 págs. (Traducción de Antonio López Ruiz). Nueva ed. rev. y amp., Paidós, Barcelona 2000, 142 págs.
- La comunicación-mundo. Historia de las ideas y de las estrategias, Fundesco, Madrid 1994. Siglo XXI, México, 1997.
- Los nuevos escenarios de la comunicación internacional. Conferencia con motivo de la entrega de los VI Premios a la Investigación sobre Comunicación de Masas, Centro de Investigación de la Comunicación (Opúsculos 5), Barcelona 1994, 36 págs.
- La invención de la comunicación, Bosch (Bosch comunicación 14), Barcelona 1995, 408 págs. Siglo XXI, 1996.
- (con Michèle Mattelart), Historia de las teorías de la comunicación, Paidós (Paidós comunicación 91), Barcelona 1997, 142 págs. (Traducción de Antonio López Ruiz).
- La mundialización de la comunicación, Paidós (Paidós comunicación 99), Barcelona 1998, 127 págs.
- Historia de la utopía planetaria. De la ciudad profética a la sociedad global, Paidós (Paidós transiciones 22), Barcelona 2000, 446 págs.
- Historia de la sociedad de la información, Paidós (Paidós comunicación 132), Barcelona 2002, 193 págs.
- Geopolítica de la cultura, Lom, Santiago de Chile, 2002/ Trilce, Montevideo.
- (con Érik Neveu), Introducción a los estudios culturales, Paidós (Paidós comunicación 153), Barcelona 2004, 175
- Diversidad cultural y mundialización, Paidós (Paidós comunicación 168), BarcelonRea 2006.
- Un mundo vigilado, Paidós, Barcelona, 2009, 284 págs.